# Los Villares
Los Villares – gmina w Hiszpanii, w prowincji Jaén, w Andaluzji, o powierzchni 88,63 km². W 2011 roku gmina liczyła 5974 mieszkańców.